# Governo Petkov
Il Governo Petkov è stato il 99º Governo della Bulgaria per un totale di 7 mesi e 19 giorni, dal 13 dicembre 2021 al 1º agosto 2022 (sebbene fosse dimissionario dal 22 giugno), presieduto dal primo ministro Kiril Petkov. 
È stato approvato dall'Assemblea nazionale il 13 dicembre 2021 in seguito alle elezioni del novembre 2021 ed è stato il frutto di un accordo di coalizione tra 4 partiti: il Partito Socialista Bulgaro (BSP), Continuiamo il Cambiamento (PP), C'è un Popolo come Questo (ITN) e Bulgaria Democratica (DB). 
Con la nascita di questo governo è stata finalmente di risolta la lunga fase di stallo politico, durata 8 mesi, che ha portato alla nascita dei due governi "ad interim" (Governo Janev I e Governo Janev II) guidati da Stefan Janev. Situazione che, tuttavia, si è subito ripresentata al momento della sfiducia subita dal governo nel giugno 2022.

## Dimissioni

### Crisi di governo e sfiducia
L’8 giugno 2022, con un annuncio televisivo, il leader di ITN, Slavi Trifonov, annuncia l'uscita del partito (da cui fuoriusciranno 6 deputati in disaccordo con tale scelta) dal governo per disaccordi sul bilancio e in seguito all'intenzione del primo ministro Kiril Petkov di togliere il veto che la Bulgaria esercitava fino a quel momento contro l'avvio dei negoziati di Adesione della Macedonia del Nord all'Unione europea. A causa di questa scelta, il governo perse la maggioranza all’Assemblea nazionale, divenendo un governo di minoranza e passando, di conseguenza, dal controllare 134 seggi su 240 a controllarne 109 su 240. In seguito, nonostante alcune proteste popolari, il 22 giugno 2022, senza alcuna possibilità certa di poter ricostruire una maggioranza, nemmeno una di “di emergenza”, il governo è stato ufficialmente sfiduciato dopo una mozione proposta dal partito di opposizione GERB, motivata ufficialmente “dall’incapacità del governo di gestire la situazione finanziaria e la dilagante inflazione nel paese”, e votata da una maggioranza di 124 parlamentari su 240.

### Scioglimento dell’Assemblea e Governo ad interim
Il 1º luglio 2022, il presidente bulgaro Rumen Radev, con la speranza di interrompere la rinnovata crisi di governo ed evitare lo scioglimento dell’Assemblea poiché ciò avrebbe obbligatoriamente portato ad elezioni anticipate (le quarte in due anni), ha convocato al palazzo presidenziale il Vicepresidente del Consiglio dei Ministri e Ministro delle finanze Asen Vasilev con lo scopo formare un nuovo governo, incarico che quest’ultimo accetta con riserva, ma senza riuscirvi: il 9 luglio, infatti, Vasilev sale dal Presidente sciogliendo negativamente la riserva e rimettendo il mandato nelle mani di quest’ultimo, annunciando di non avere trovato un accordo tra le forze politiche per una nuova maggioranza. 
Dopo questi, secondo la Costituzione Bulgara, che assegna i mandati prima al maggior partito, poi al secondo maggiore e al terzo maggiore, l’incarico è conferito al presidente del partito di centro-destra GERB Bojko Borisov, ma questi, dopo la convocazione, non ha accettato il mandato esprimendo la volontà di andare alle urne il più presto possibile. 
Nella mattinata del 18 luglio Rumen Radev dopo il fallimento dei primi due tentativi di formare un governo, convoca la leader del terzo partito più numeroso in parlamento, il Partito Socialista Bulgaro (BSP), Kornelija Ninova: dopo un incontro durato circa un'ora, quest'ultima accetta l'incarico con riserva. Contemporaneamente viene annunciato che in caso di scioglimento negativo della riserva non ci sarà, contestualmente alla Costituzione, un quarto mandato, ma avverrà lo scioglimento del parlamento e l’indizione di nuove elezioni anticipate ad ottobre.
Il 28 luglio, dopo che anche l'ultimo tentativo di formare un nuovo governo fallisce, il presidente Rumen Radev scioglie l'Assemblea nazionale e indice elezioni per il 2 ottobre. Contestualmente a ciò, il 2 agosto viene formato un nuovo governo ad interim, con lo scopo di traghettare il paese verso le elezioni, guidato da Gălăb Donev.

## Situazione parlamentare
Il suddetto grafico inquadra la rappresentanza delle forze politiche in occasione della concessione della fiducia al Governo il 14 dicembre 2021:
| Camera              | Collocazione | Partiti                               | Seggi     |
| ------------------- | ------------ | ------------------------------------- | --------- |
| Assemblea Nazionale | Maggioranza  | PP (67), BSP (26), ITN (25), DB (16)  | 134 / 240 |
| Assemblea Nazionale | Opposizione  | GERB - SDS (59), DPS/HÖH (34), V (13) | 106 / 240 |

In occasione della mozione di sfiducia presentata dal partito GERB il 22 giugno 2022, l'Assemblea Nazionale si espresse, nei confronti del governo, in tale maniera:
| Camera              | Collocazione          | Partiti                                         | Seggi     |
| ------------------- | --------------------- | ----------------------------------------------- | --------- |
| Assemblea Nazionale | Maggioranza/App. est. | PP (67), BSP (26), ITN (7), DB (16)             | 116 / 240 |
| Assemblea Nazionale | Opposizione           | GERB - SDS (59), DPS/HÖH (34), ITN (18), V (13) | 124 / 240 |

## Composizione
Continuiamo il Cambiamento (PP)
     Partito Socialista Bulgaro (BSP)
     C'è un Popolo come Questo (ITN)
     Bulgaria Democratica (DB)
     Indipendenti
| Carica | Titolare | Titolare | Titolare                                    | Partito politico | Partito politico |
| --- | -------- | -------- | ------------------------------------------- | ---------------- | ---------------- |
| Primo Ministro                                                                                                 |          |          | Kiril Petkov                                | PP               |                  |
| Vice Primo Ministro (per un governo efficace)                                                                  |          |          | Kalina Konstantinova                        | PP               |                  |
| Primo Vice Primo Ministro (per l’economia e l’industria) - Ministro dell'economia e dell'industria             |          |          | Kornelija Ninova                            | BSP              |                  |
| Secondo Vice Primo Ministro (per i Fondi Europei) - Ministro delle finanze                                     |          |          | Asen Vasilev                                | PP               |                  |
| Terzo Vice Primo Ministro (per lo sviluppo regionale e le opere pubbliche) - Ministro dello sviluppo regionale |          |          | Grozdan Karadžov (fino al 9 giugno 2022)    | ITN              |                  |
| Quarto Vice Primo Ministro (per le politiche climatiche) - Ministro dell'ambiente e delle acque                |          |          | Borislav Sadov                              | DB               |                  |
| Ministro degli interni                                                                                         |          |          | Bojko Raškov                                | PP               |                  |
| Ministro degli esteri                                                                                          |          |          | Teodora Genčovska (fino al 13 giugno 2022)  | ITN              |                  |
| Ministro della difesa                                                                                          |          |          | Stefan Janev (fino al 1º marzo 2022)        | Indipendente     |                  |
| Ministro della difesa                                                                                          |          |          | Dragomir Zakov (dal 1º marzo 2022)          | Indipendente     |                  |
| Ministro della giustizia                                                                                       |          |          | Nadežda Jordanova                           | DB               |                  |
| Ministro del lavoro e delle politiche sociali                                                                  |          |          | Georgi G'okov                               | BSP              |                  |
| Ministro della salute                                                                                          |          |          | Assena Serbezova                            | PP               |                  |
| Ministro dell'energia                                                                                          |          |          | Aleksandăr Nikolov (fino al 13 giugno 2022) | ITN              |                  |
| Ministro dell'agricoltura                                                                                      |          |          | Ivan Ivanov                                 | BSP              |                  |
| Ministro dei trasporti                                                                                         |          |          | Nikolaj Subev                               | PP               |                  |
| Ministro della crescita e dell'innovazione                                                                     |          |          | Daniel Lorer                                | PP               |                  |
| Ministro del governo digitale                                                                                  |          |          | Božidar Božanov                             | DB               |                  |
| Ministro dell'istruzione                                                                                       |          |          | Nikolaj Denkov                              | PP               |                  |
| Ministro del turismo                                                                                           |          |          | Hristo Prodanov                             | BSP              |                  |
| Ministro della cultura                                                                                         |          |          | Atanas Atanasov                             | DB               |                  |
| Ministro dello sport                                                                                           |          |          | Radostin Vasilev (fino al 9 giugno 2022)    | ITN              |                  |